# Ministerio público

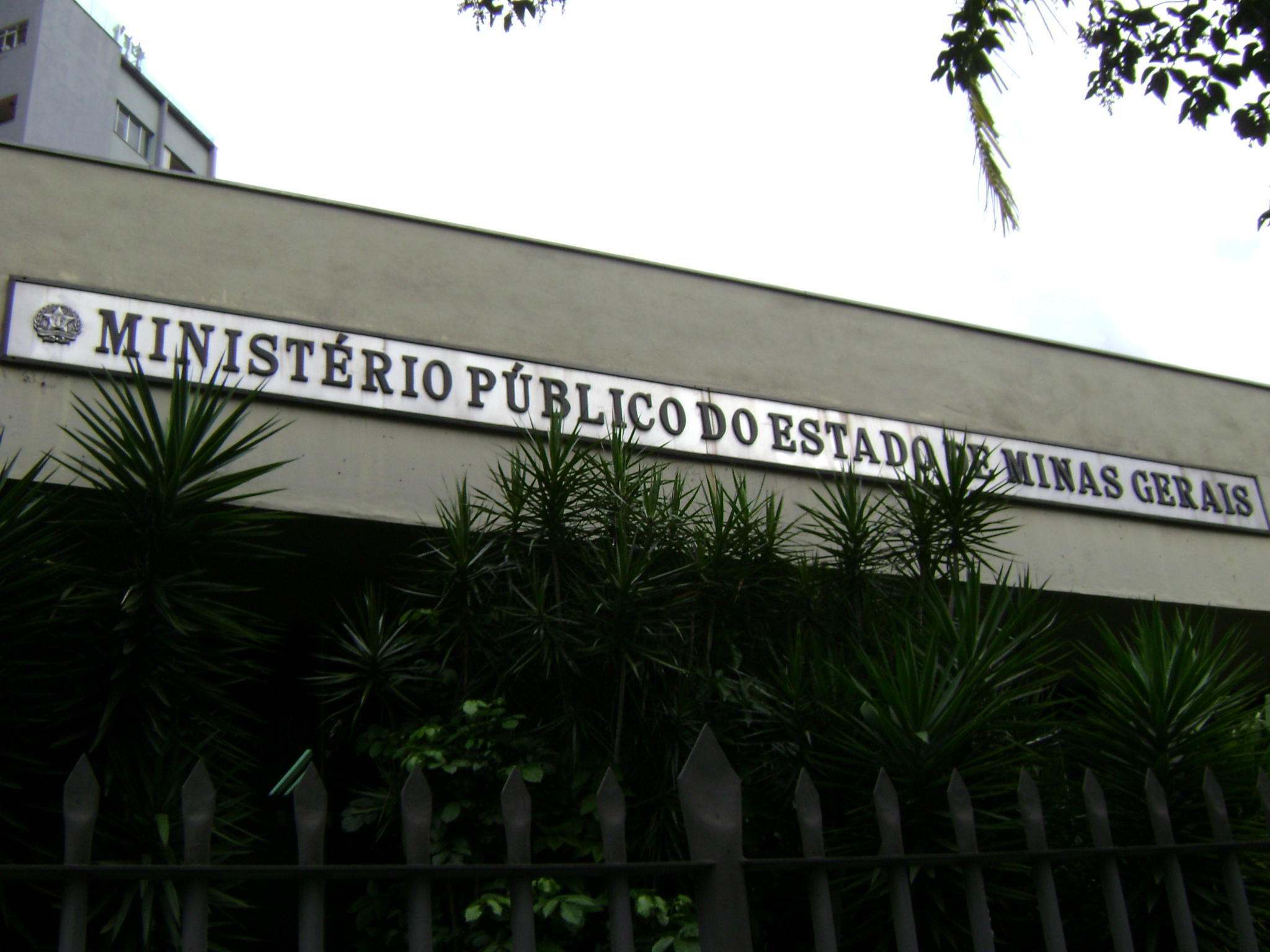
Ministerio Público de Minas Gerais, en Belo Horizonte.

El ministerio público, ministerio fiscal, procuraduría general o fiscalía general es un organismo público que dentro de un sistema jurídico tiene la atribución de la dirección de la investigación de los hechos que revisten los caracteres de delito, de protección a las víctimas y testigos y de titularidad y sustento de la acción penal.
Así mismo, está encargado de contribuir al establecimiento de los criterios de la política criminal o persecución penal dentro del Estado a la luz de los principios orientadores del derecho penal moderno (como el de mínima intervención y de selectividad).
Por su calidad en el procedimiento y su vinculación con los demás intervinientes en el proceso penal, es un sujeto procesal y parte en el mismo, por sustentar una posición opuesta al imputado y ejercer la acción penal (en algunos países en forma monopólica). Sin embargo, es parte formal y no material por carecer de interés parcial (como un simple particular) y por poseer una parcialidad que encarna a la colectividad (al Estado) y que exige, por tanto, que sea un fiel reflejo de la máxima probidad y virtud cívica en el ejercicio de sus atribuciones y en el cumplimiento de sus deberes.

## Función
El Ministerio Público tiene por funciones las de promover la acción de la justicia así como defender la legalidad, los intereses del estado y la sociedad, conforme a lo establecido en la constitución y las leyes de la república o reino.

## Naturaleza jurídica
El ministerio público, por lo general, está configurado como  un órgano sin personalidad ni patrimonio propio (actuando, por tanto, bajo la personalidad jurídica del Estado), lo que no significa que carezca de autonomía e independencia funcional administrativa y financiera.[cita requerida]
Según su ubicación jurídica dentro de la división de poderes, el ministerio fiscal puede encontrarse: 
- Dentro del poder ejecutivo, en el que el jefe de gobierno  tiene facultades decisivas en su conducción e interviene en el nombramiento y en la destitución de sus autoridades y demás fiscales (por ejemplo, Alemania, Estados Unidos, Francia, etc.).
- Dentro del poder judicial, caso en el cual podría quedar supeditado a la función jurisdiccional (por ejemplo, Colombia a partir del cambio constitucional de 1991, y en Ecuador, desde el 2008 con su actual constitución).
- Dentro del poder legislativo; el ejercicio de su función puede quedar influida por la contingencia política.
- Ajeno a los poderes del estado, en este caso se entiende como un órgano que no responde ante ninguno de los poderes clásicos en calidad de subordinado jerárquicamente (por ejemplo, Brasil, Chile, Guatemala, Honduras, Perú, México, etc.).
- Como otro poder a nivel constitucional, actuando como un órgano autónomo y en igualdad que condiciones que los otros poderes —como el ejecutivo, legislativo o judicial— (por ejemplo, Venezuela).

Desde el punto de vista de la teoría de los poderes del Estado, se considera que la fiscalía general:
- No desarrolla actividad preventiva de la violación del orden público, por lo que no realiza actividad de policía administrativa, de lo que se sigue que no pertenece a la función ejecutiva o administrativa;
- No realiza actividad general del tipo producción normativa más allá de sus funciones internas para la aplicación del derecho (sin perjuicio de la doctrina de los actos propios), por lo que no es parte de la función legislativa;
- Realiza actividad de aplicación del derecho, del tipo represiva de las infracciones al orden penal, por lo que su función es una «especie» que cae dentro de la función judicial, junto a los tribunales que ejercen jurisdicción.

## Principios de actuación
Dado el carácter de órgano público que posee el ministerio fiscal, sus actuaciones, desde las máximas autoridades del mismo hasta los agentes que le representan en cada caso, deben adecuarse a ciertos principios básicos, propios del Estado de derecho, contenidos en la mayoría de las legislaciones, entre los que se encuentran los siguientes:
- Principio de legalidad: que lo rige como a cualquier órgano público. Este tiene las siguientes manifestaciones, a lo menos: la necesidad de perseguir todas y cada una de las conductas delictivas, y el respeto al cuerpo completo de las normas que conforman el ordenamiento jurídico: tratados internacionales, la Constitución, las leyes, los reglamentos administrativos, etc.

- Principio de oportunidad: que morigera la aplicación del principio de legalidad, permitiéndole no iniciar una persecución penal o abandonar la ya iniciada, bajo ciertos parámetros objetivos.

- Principio de objetividad: consiste en que, en el ejercicio de sus facultades, debe adecuarse a un criterio objetivo, velando únicamente por la correcta aplicación del derecho. Se le impone así la obligación de investigar con igual celo no solo los antecedentes que permiten sustentar la persecución o acusación, sino también los antecedentes que permitan apoyar la defensa del imputado o acusado (es decir, el material rosario y la evidencia brady, respectivamente, del sistema estadounidense).

- Principio de responsabilidad: que constituye el equilibrio necesario a las importantes competencias, atribuciones y facultades que ejerce. En general, se concibe a sus funcionarios como responsables civil, penal y administrativamente y al órgano como civilmente responsable, por las actuaciones en el ejercicio de sus funciones.

- Principio de indivisibilidad: en el sentido de que la institución es única e indivisible, puesto que los fiscales actúan exclusivamente en su nombre. Ello obliga a estos a actuar como un solo cuerpo, tanto en la actuación material como en las decisiones jurídicas que adopten, por seguridad jurídica.

- Principio de respeto de los actos propios: por las expectativas legítimas que genera su conducta, los fiscales, que lo representan, deben respetar sus actos propios en juicio o judiciales, sus propias instrucciones fiscales y órdenes de los mandos superiores del ministerio público en favor de los ciudadanos, en protección de la seguridad jurídica. Esto implica la oponibilidad en favor de los ciudadanos, no en contra, de dichos actos, instrucciones y órdenes, siendo efectivos ante los tribunales de justicia. La sanción de la conducta en contrario se da, en general, mediante una solución procesal: la inadmisibilidad del medio, acción o recurso procesal.

## Ministerios públicos
| País                 | Nombre oficial                                 |
| -------------------- | ---------------------------------------------- |
| Andorra              | Ministerio Fiscal                              |
| Argentina            | Ministerio Público                             |
| Bélgica              | Ministerio Público                             |
| Bolivia              | Ministerio Público                             |
| Brasil               | Ministerio Público de Brasil                   |
| Canadá               | Oficina del Fiscal de la Corona                |
| Chile                | Ministerio Público                             |
| Colombia             | Fiscalía General de la Nación                  |
| Costa Rica           | Ministerio Público                             |
| República Dominicana | Ministerio Público                             |
| Ecuador              | Fiscalía General del Estado                    |
| El Salvador          | Fiscalía General de la República               |
| España               | Ministerio Fiscal                              |
| Unión Europea        | Fiscalía Europea                               |
| Estados Unidos       | Departamento de Justicia de los Estados Unidos |
| Filipinas            | Oficina del Procurador General                 |
| Francia              | Ministerio Público                             |
| Gibraltar            | Fiscalía General                               |
| Guatemala            | Ministerio Público                             |
| Guinea Ecuatorial    | Ministerio Público                             |
| Honduras             | Ministerio Público                             |
| Marruecos            | Fiscal del Rey                                 |
| México               | Fiscalía General de la República               |
| Panamá               | Ministerio Público                             |
| Paraguay             | Ministerio Público                             |
| Perú                 | Ministerio Público                             |
| Portugal             | Ministerio Público                             |
| Uruguay              | Fiscalía General de la Nación                  |
| Venezuela            | Ministerio Público                             |

## Hechos en España
En 2023, el Ministerio Público reportó un incremento significativo de denuncias y casos de corrupción en España, con más de 1.800 denuncias, un crecimiento del 17.5% respecto al año anterior. Este aumento ha planteado importantes desafíos para su Fiscalía Anticorrupción, que continúa enfrentando una carga elevada de casos con limitaciones en su personal y recursos >.
En 2024, en una investigación interna en el Ministerio Público de España, fue detenido el jefe de Antiblanqueo de la Policía en Madrid con 20 millones de euros escondidos entre las paredes de su casa.